# バリー・トロスト
バリー・マーティン・トロスト（Barry Martin Trost、1941年7月13日 - ）は、アメリカ合衆国の化学者。スタンフォード大学教授。

## 来歴
フィラデルフィア出身。1963年にペンシルベニア大学卒業後、マサチューセッツ工科大学に移りエノラートに関する研究で1965年に化学のPh.D.を取得、同年にウィスコンシン大学教授となる。1987年からスタンフォード大学教授。
トロストの不斉アリル位アルキル化反応（AAA反応）、辻・トロスト反応、トロスト配位子などに名を残している。また、化学反応の効率性・環境親和性などを評価するアトムエコノミーの概念を提唱、主導している。

## 受賞歴
- 1977年 ACS純粋化学賞
- 1981年 センテナリー賞
- 1983年 化学パイオニア賞
- 1990年 アーネスト・ガンサー賞
- 1995年 ロジャー・アダムス賞
- 2000年 ウィリアム・H・ニコルズ賞
- 2001年 Yamada-Koga prize（微生物化学研究会）
- 2004年 アーサー・C・コープ賞
- 2007年 トムソン・ロイター引用栄誉賞
- 2008年 名古屋メダル（MSD生命科学財団）[1]
- 2013年 高砂香料国際賞「野依賞」
- 2014年 テトラヘドロン賞、アウグスト・ヴィルヘルム・フォン・ホフマン・メダル
- 2015年 ライナス・ポーリング賞